# Michael Brie

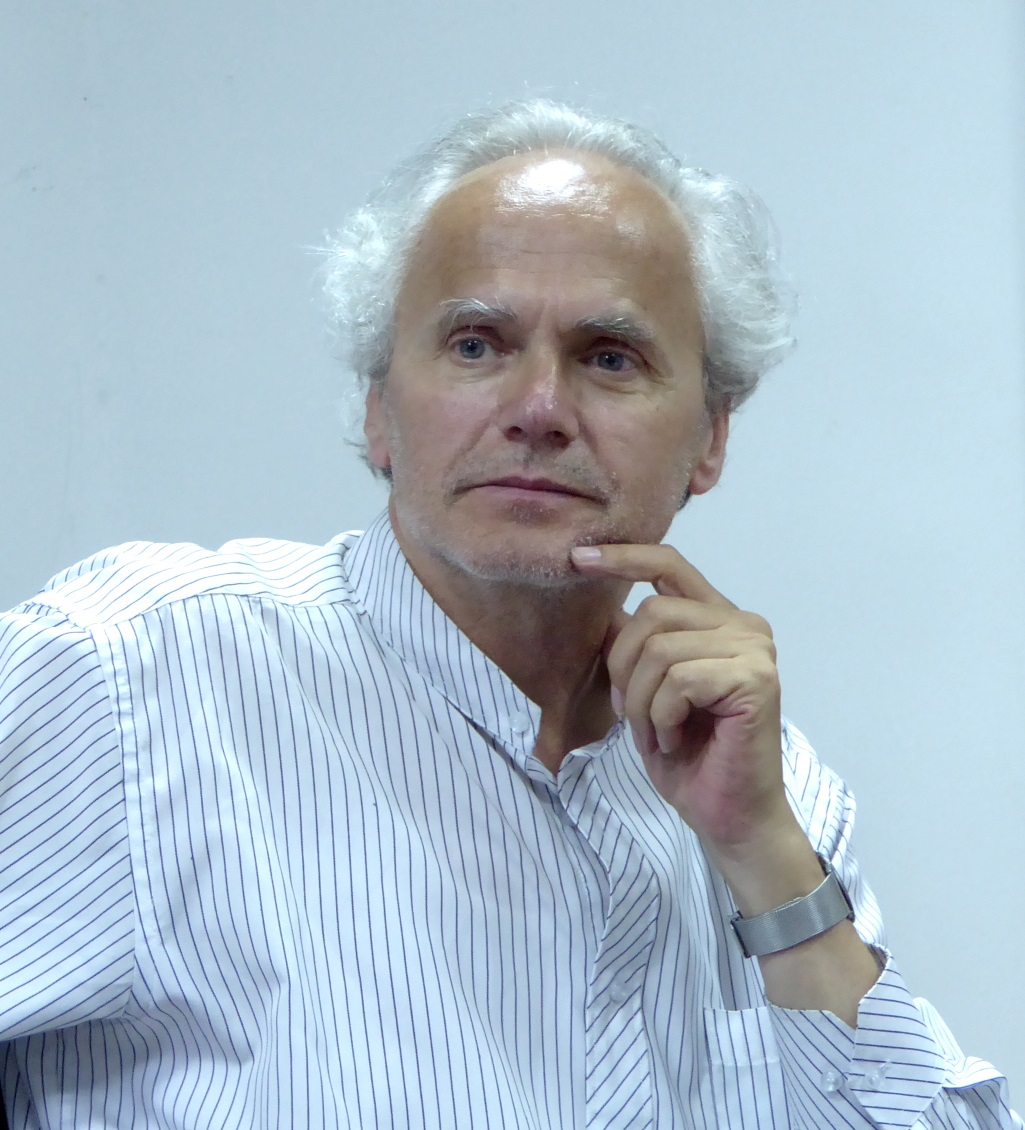
Michael Brie in 2016

Michael Brie (* 24. März 1954 in Schwerin) ist ein deutscher Philosoph. Er war Vorsitzender des Wissenschaftlichen Beirats der Rosa-Luxemburg-Stiftung. Seine Arbeitsschwerpunkte sind Theorie und Geschichte des Sozialismus und Kommunismus.

## Leben
Michael Brie ist der Sohn des DDR-Diplomaten Horst Brie und dessen Ehefrau Sonja Brie sowie Bruder von André Brie. Michael Brie studierte Philosophie in Berlin und Leningrad und wurde 1974 Mitglied der SED. 1988 wurde er Dozent für Historischen Materialismus an der Humboldt-Universität zu Berlin. Im September 1990 wurde er dort trotz heftiger Proteste von Uni-Mitarbeitern Professor für Sozialphilosophie. Als er seine Tätigkeit als Inoffizieller Mitarbeiter für das Ministerium für Staatssicherheit der DDR offenlegte, wurde er entlassen, 1994 wurde ein Aufhebungsvertrag geschlossen.
Anschließend war Brie als Gastwissenschaftler bei der Arbeitsgruppe Transformationsprozesse in den neuen Bundesländern der Max-Planck-Gesellschaft an der Humboldt-Universität und beim Präsidenten des Wissenschaftszentrums für Sozialforschung Berlin tätig. Von 1997 bis 1999 war er Wissenschaftlicher Mitarbeiter der Gesellschaft für Sozialwissenschaftliche Forschung und Publizistik m.b.H. Berlin. Er ist seit 1999 Mitarbeiter in der Rosa-Luxemburg-Stiftung und war von 2008 bis 2013 Leiter des Bereichs Politikanalyse bzw. Direktor des Instituts für Gesellschaftsanalyse der Rosa-Luxemburg-Stiftung. Von 2019 bis 2023 war er Vorsitzender des Wissenschaftlichen Beirats der Rosa-Luxemburg-Stiftung und Fellow ihres Instituts. Wissenschaftlich beschäftigt er sich u. a. mit der sozialökologischen Transformation der bürgerlich-kapitalistischen Gesellschaften und strategischen Problemen der Linken.
Von Dezember 1989 bis Januar 1990 war Brie Mitglied des Parteivorstands der SED-PDS sowie verschiedener Programmkommissionen der PDS/Die Linke.
Brie war Mitglied im Kuratorium des Instituts Solidarische Moderne,  ist Mitglied der „Gruppe Neubeginn“ und im wissenschaftlichen Beirat von Attac. Er ist zudem seit 2013 Mitglied der Leibniz-Sozietät der Wissenschaften zu Berlin.

## Veröffentlichungen (Auswahl)
- Beyond Liberalism and Communism. Socialist Theory and the Chinese Case, Routledge, London 2024.
- Projekt »Schönes China«. Die ökologische Modernisierung der Volksrepublik. Eine Flugschrift. VSA Verlag, Berlin 2024, ISBN 978-3-96488-232-5.
- Linksliberal oder dezidiert sozialistisch? Strategische Fragen linker Politik in Zeiten von Krieg und Krise. Eine Flugschrift. VSA Verlag, Berlin 2024, ISBN 978-3-96488-215-8.
- Chinas Sozialismus neu entdecken. Ein hellblaues Bändchen jenseits der Froschperspektive auf ein spannendes Experiment. VSA Verlag, Hamburg 2023, ISBN 978-3-96488-182-3. Online
- Sozialismus neu entdecken. Ein hellblaues Bändchen zu den Widersprüchen einer solidarischen Gesellschaft. VSA Verlag, Hamburg 2022, ISBN 978-3-96488-055-0. Online
- zusammen mit Antje Vollmer et al.: Neubeginn. Aufbegehren gegen Krise und Krieg. Eine Flugschrift. VSA Verlag, Hamburg 2022, ISBN 978-3-96488-138-0.
- mit Jörn Schütrumpf: Rosa Luxemburg. Eine revolutionäre Marxistin an den Grenzen des Marxismus, VSA, Hamburg 2021, ISBN 978-3-96488-103-8.
- Sozialist-Werden. Friedrich Engels in Manchester und Barmen 1842–1845, Rosa-Luxemburg-Stiftung 2020 (kostenfreier Download).
- mit Klaus Fuchs-Kittowski (Hrsg.): Ringen um Gerechtigkeit im weltanschaulichen Dialog. Im Andenken an den Christen, Sozialisten und Antifaschisten Emil Fuchs. (= Abhandlungen der Leibniz-Sozietät der Wissenschaften. Band 52). trafo Wissenschaftsverlag, Berlin 2019.
- Rosa Luxemburg neu entdecken. Ein hellblaues Bändchen zu »Freiheit für den Feind! Demokratie und Sozialismus«. Hamburg 2019, ISBN 978-3-89965-886-6 (online).
- Lenin neu entdecken. Das hellblaue Bändchen zur Dialektik der Revolution & Metaphysik der Herrschaft. Hamburg 2017, ISBN 978-3-89965-734-0 (online).
- als Hrsg.: Mit Realutopien den Kapitalismus transformieren? Hamburg 2015, ISBN 978-3-89965-648-0 (online)
- Polanyi neu entdecken. Das hellblaue Bändchen zu einem möglichen Dialog von Nancy Fraser und Karl Polanyi. Hamburg 2015 (online).
- Das ungelöste Jahrhundertproblem: die Demokratisierung der Wirtschaft. In: JahrBuch für Forschungen zur Geschichte der Arbeiterbewegung. Heft I/2015.
- Wie der Sozialismus praktisch wurde - Robert Owen  Reformer, Visionär, Experimentator. Philosophische Gespräch Heft 40. Helle Panke. Berlin, 2014
- Vorwärts in die Vergangenheit? Wolfgang Streecks verfehlte Wiederentdeckung der marxistischen Kapitalismuskritik. In: Blätter für deutsche und internationale Politik. 7/2013, S. 59–70. (blaetter.de)
- Die kommunistischen Fundamente und der menschenrechtliche Horizont in der kapitalistischen Moderne – Die Experimente des Robert Owen. In: Michael Brie, Mario Candeias: Transformation im Kapitalismus und über ihn hinaus. RLS Paper, 2012, S. 101–118 (als (PDF); 11600 kB)
- Entgeltfreier Öffentlicher Personennahverkehr statt »Abwrackprämie«! Standpunkte der Rosa-Luxemburg-Stiftung 8/2009  (als (PDF); 149 kB)
- mit Christoph Spehr: Was ist Sozialismus. (= Kontrovers der RLS. 1/2008). (als (PDF); 955 kB)
- Die Linke – was kann sie wollen. Politik unter den Bedingungen des Finanzmarkt-Kapitalismus. Supplement zur Zeitschrift Sozialismus. Heft 3/2006.
- Die witzige Dienstklasse. Der politische Witz im späten Staatssozialismus. Karl Dietz Verlag, Berlin 2004 (als (PDF); 987 kB)
- Ordnung aus Anarchie. Fallstudie zur Entstehung einer autoritären Demokratie in der russischen Provinzregion Saratov. Berlin 2004.
- mit Dieter Klein: Der Engel der Geschichte. Befreiende Erfahrungen einer Niederlage. Karl Dietz Verlag, Berlin 1993, ISBN 3-320-01820-5.
- Wer ist Eigentümer im Sozialismus. Dietz Verlag, Berlin 1990.